# Крондирци
Крондирци (на гръцки: Καλίνδρια, Калиндрия, до 1926 година Κιλινδίρ, Килиндир) е село в Република Гърция, дем Кукуш, област Централна Македония.

## География
Селото е разположено на 18 km северно от Кукуш по пътя за Дойранското езеро и Поройско.

## История

### През Средновековието
Според хипотеза на Йордан Иванов край Крондирци се е намирала крепостта Колидрон (Колидрос, Колиндрон), отбранявана от Самуиловия войвода Димитър Тихон и превзета през 1002 година от византийския император Василий II Българоубиец.

### В Османската империя
В „Етнография на вилаетите Адрианопол, Монастир и Салоника“, издадена в Константинопол в 1878 година и отразяваща статистиката на населението от 1873 година, Крондирци (Crondirtzi) е посочено като село в каза Аврет хисар с 80 къщи и 389 жители българи. Според Васил Кънчов („Македония. Етнография и статистика“) в 1900 година Крондирци (Келендиръ) има 200 жители българи. Цялото село на практика е под върховенството на Цариградската патриаршия – едно от малкото патриаршистки села в Кукушко. По данни на секретаря на Българската екзархия Димитър Мишев („La Macédoine et sa Population Chrétienne“) в 1905 година в селото (Alikhodjalar) има 312 българи патриаршисти гъркомани.
При избухването на Балканската война в 1912 година трима души от Крондирци са доброволци в Македоно-одринското опълчение.

### В Гърция
След Междусъюзническата война Крондирци попада в Гърция. Боривое Милоевич пише в 1921 година („Южна Македония“), че Крундирци има 52 къщи славяни християни. В 1926 година селото е прекръстено на Калиндрия. В селото са настанени гърци бежанци. В 1928 година Крондирци е представено като смесено местно-бежанско село с 96 бежански семейства и 366 души бежанци.
Преброявания
- 2001 година – 176 души
- 2011 година – 109 души

## Личности
Родени в Крондирци
- Вано Крондирски, деец на ВМОРО, четник на Кръстьо Асенов в 1903 година,[10]
- Георги Атанасов (1892 – ?), македоно-одрински опълченец, Нестроева и 2 рота на 3 солунска дружина[11]
- Георги Харисев (Георгиос Харисис), гръцки андарт
- Дино Крондирски, деец на ВМОРО, четник на Андон Кьосето, участник в сражението при Калиново в 1901 година,[12]
- Тома Мицев (1889 – ?), македоно-одрински опълченец, 3 рота на 3 солунска дружина, ранен на 22 юни 1913 година[13]

Починали в Крондирци
- Кольо Ангелов (? – 1903), български революционер